# Escalona (Toledo)
Escalona es un municipio y localidad española de la provincia de Toledo, en la comunidad autónoma de Castilla-La Mancha. El término municipal cuenta con una población de 3801 habitantes (INE 2024).

## Toponimia
De acuerdo con la Diputación Provincial de Toledo, podría derivarse de la antigua ciudad palestina de Ascalón, mientras según el historiador Fernando Jiménez de Gregorio,[cita requerida] el término «Escalona» sería un aumentativo del latín scala, escalón.

## Geografía
La localidad se encuentra situada al borde de una eminencia formada de capas arcillosas y areniscas que se eleva casi perpendicularmente a 30 m sobre la margen derecha del río Alberche. El municipio pertenece a la comarca de Torrijos y linda con los términos municipales de Aldea en Cabo, Paredes de Escalona y Almorox al norte, Santa Cruz del Retamar al este, Quismondo y Maqueda al sur, y Hormigos y Nombela al oeste, todos de Toledo.
Comprende varias dehesas en las márgenes izquierda y derecha del río que siguiendo su curso son: Guadamillas, Capicelato, Quiribú, Bárbabra y Dehesa Herrera a la izquierda, y Almorojuelo, Álamo y Pedrillan y la Roca a la derecha. El municipio es también recorrido por diversos arroyos como el de la Guadamilla, Pintillos o el Guañel que están secos la mayor parte de año.
La localidad está situada a una altitud de 457 m sobre el nivel del mar.
| Noroeste: Paredes de Escalona y Aldea en Cabo | Norte: Almorox | Noreste: Santa Cruz del Retamar |
| Oeste: Nombela                                |                | Este: Santa Cruz del Retamar    |
| Suroeste: Hormigos                            | Sur: Maqueda   | Sureste: Quismondo              |

## Historia
Se han encontrado restos arqueológicos celtas, romanos y visigodos.

En la Edad Media, fue reconquistada a los musulmanes por el rey Alfonso VI a su paso hacia Toledo, tal vez en la campaña de 1083. Su situación estratégica, rodeada en una gran parte por el Alberche, le hizo ser una plaza casi inexpugnable y alcanzar gran importancia militar. Fue cabeza de la Comunidad de Villa y Tierra de Escalona, perteneciente a la Extremadura castellana. En el año 1118, el rey Alfonso VII le concedió fuero real y, en 1130, fue entregada a los hermanos Diego y Domingo Álvarez para pasar al infante don Manuel de Castilla, hermano de Alfonso X de Castilla, en 1281.

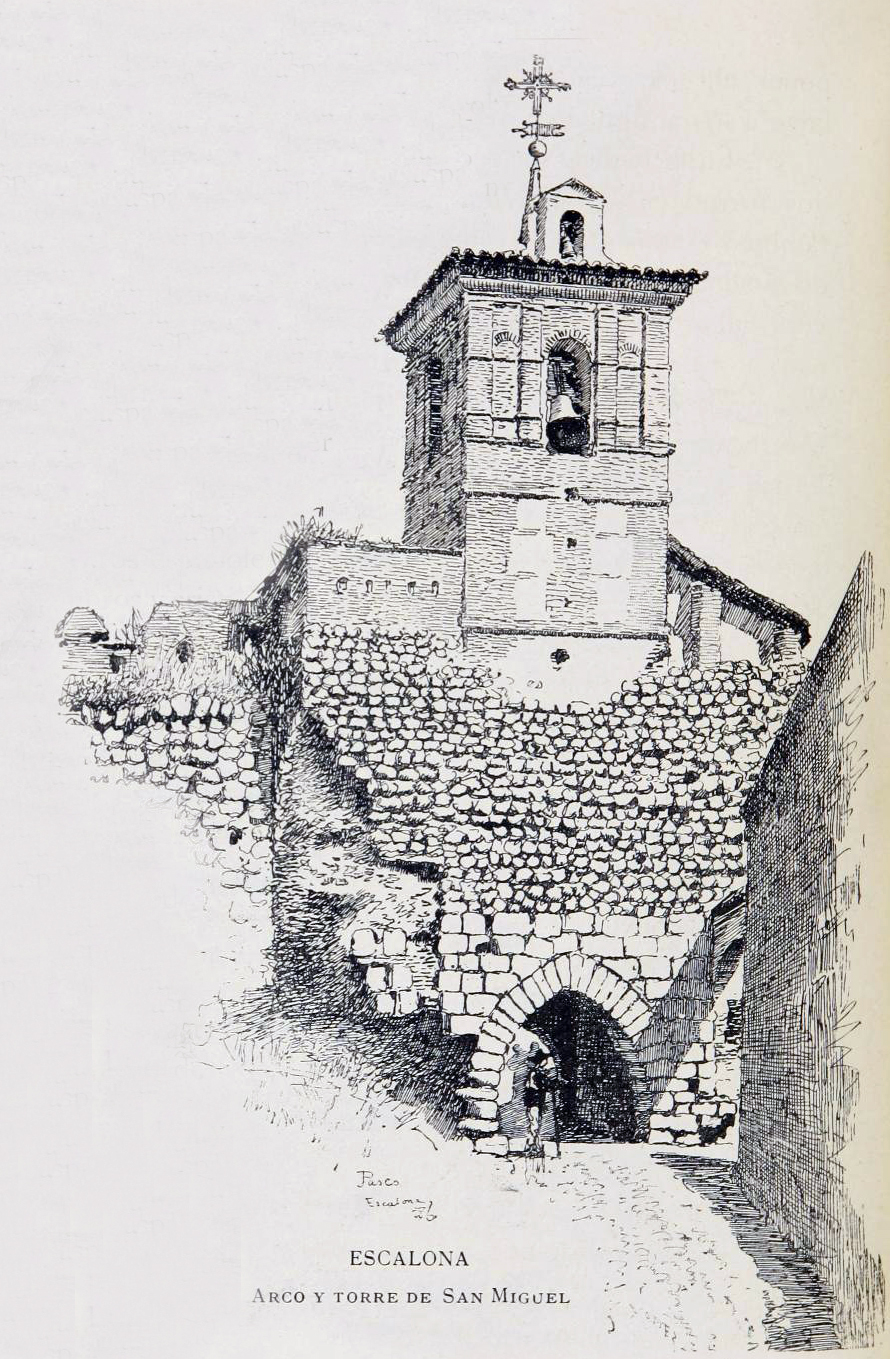
Arco y torre de San Miguel por José Pascó (1886)

En 1423 pasó a la corona de Juan II, quien la donó a Álvaro de Luna, su favorito, en recompensa de la villa de Alfaro que la había tomado para sí. Al caer en desgracia Álvaro de Luna, Escalona fue sitiada por las tropas del rey en 1453 y, tras ser ajusticiado en Valladolid, la fortaleza se entregó después de veinte días de resistencia dirigida por su viuda Juana Pimentel, conocida por «la triste condesa». Durante el siglo XV la localidad, que era realengo, sufrió un proceso de señorialización, al ser otorgada a Álvaro de Luna desde 1423 hasta su caída en desgracia en 1453, volviendo posteriormente a la órbita de la monarquía. En 1470 Juan Pacheco, maestre de Santiago, recibió la villa, culminando el proceso con la concesión en 1472 a este último del título de duque de Escalona por parte de Enrique IV de Castilla.
Durante parte del siglo XV el puente sobre el planeado por Álvaro de Luna hacia 1436 en un recodo del río Alberche llegó a ser el único punto de cruce del río entre las ciudades de Ávila y Toledo.
Durante la guerra de la independencia, el mariscal Soult provocó la ruina de buena parte del soberbio palacio de Álvaro de Luna, que hasta entonces se había conservado íntegro, para utilizar las maderas en un puente sobre el Alberche. Hacia mediados del siglo XIX, la villa tenía contabilizada una población de 581 habitantes.

## Demografía
Cuenta con una población de 3801 habitantes (INE 2024).
| Gráfica de evolución demográfica de Escalona entre 1842 y 2021                                                        |
| |
| Población de derecho según los censos de población del INE. Población de hecho según los censos de población del INE. |

Tras la guerra de la independencia sufrió un drástico descenso de su población que no comenzaría a recuperarse hasta bien entrado el siglo XX.
El municipio, que tiene una superficie de 73,15 km².
En periodo estival la población puede llegar a 30 000 habitantes.

## Símbolos
El escudo heráldico que representa al municipio fue aprobado oficialmente el 23 de diciembre de 1976 con el siguiente blasón:

De gules, sostenido de plata y azur, un puente de dos ojos, de oro, mazonado de sable, sumado en su diestra de torre de oro, almenada y mazonada de sable, y en la siniestra de una escalera, de plata, apoyada en las almenas. Al timbre, corona real, cerrada.
Boletín Oficial del Estado nº 21 de 25 de enero de 1977

La bandera municipal, aprobada el 24 de octubre de 2005 tiene la siguiente descripción textual:

Bandera rectangular, de proporciones 2:3, de color blanco con una cruz roja, lleva en el centro el escudo de armas de Escalona.
Diario Oficial de Castilla-La Mancha nº 226 de 10 de noviembre de 2005

## Administración

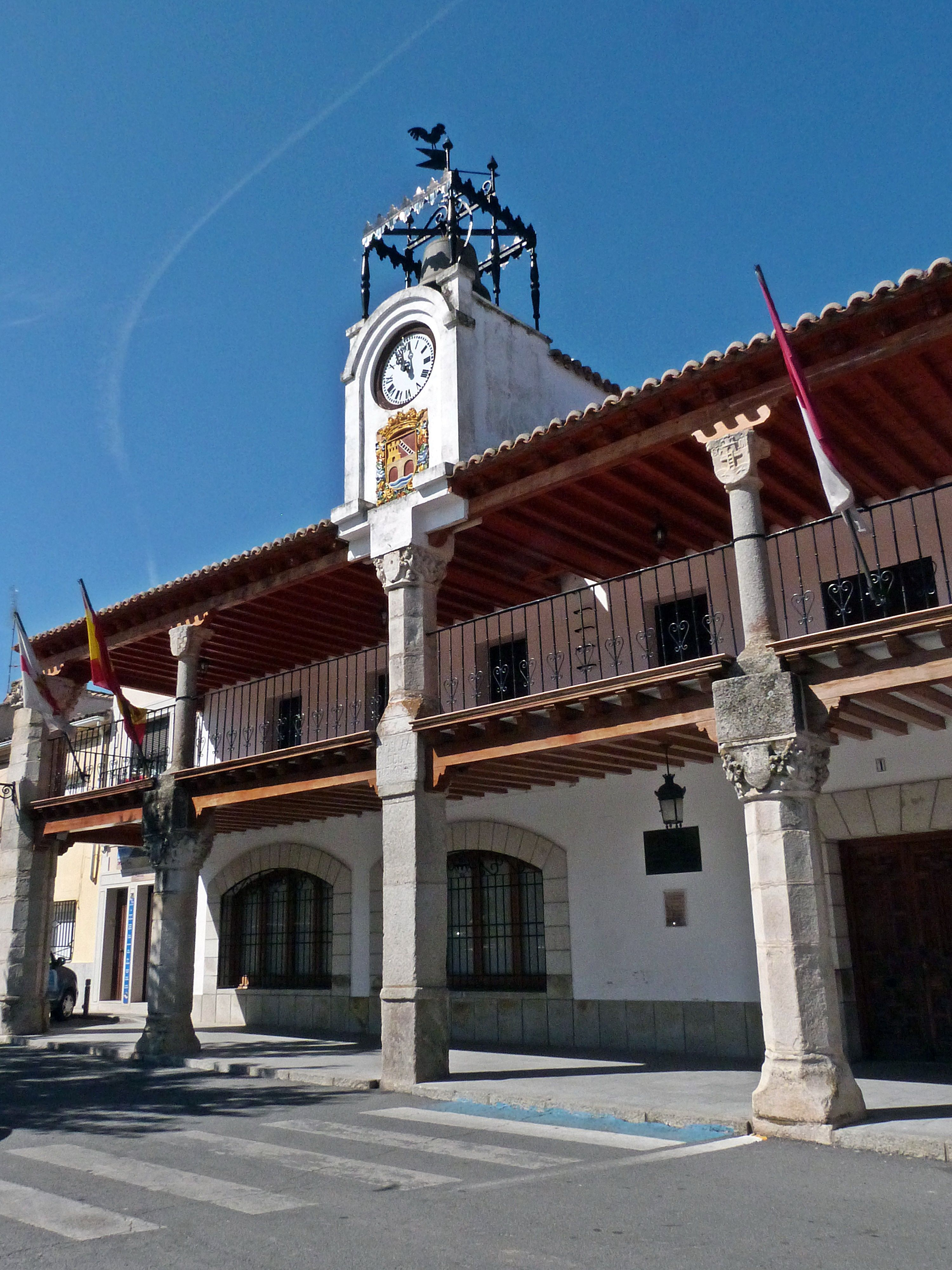
Casa consistorial

| Periodo   | Nombre                  | Partido   |
| --------- | ----------------------- | --------- |
| 1979-1983 | Eugenio Rincón Martín   | UCD       |
| 1983-1987 | Aurelio Rodríguez Pérez | AP/PDL/Ul |
| 1987-1991 | Germán Díaz Blanco      | PSOE      |
| 1991-1995 | Germán Díaz Blanco      | PSOE      |
| 1995-1999 | Germán Díaz Blanco      | PSOE      |
| 1999-2003 | Germán Díaz Blanco      | PSOE      |
| 2003-2007 | Germán Díaz Blanco      | PSOE      |
| 2007-2011 | Álvaro Gutiérrez Prieto | PSOE      |
| 2011-2015 | Álvaro Gutiérrez Prieto | PSOE      |
| 2015-2019 | Álvaro Gutiérrez Prieto | PSOE      |
| 2019-2023 | Álvaro Gutiérrez Prieto | PSOE      |
| 2023-act. | Álvaro Gutiérrez Prieto | PSOE      |

## Patrimonio
Castillo de Escalona

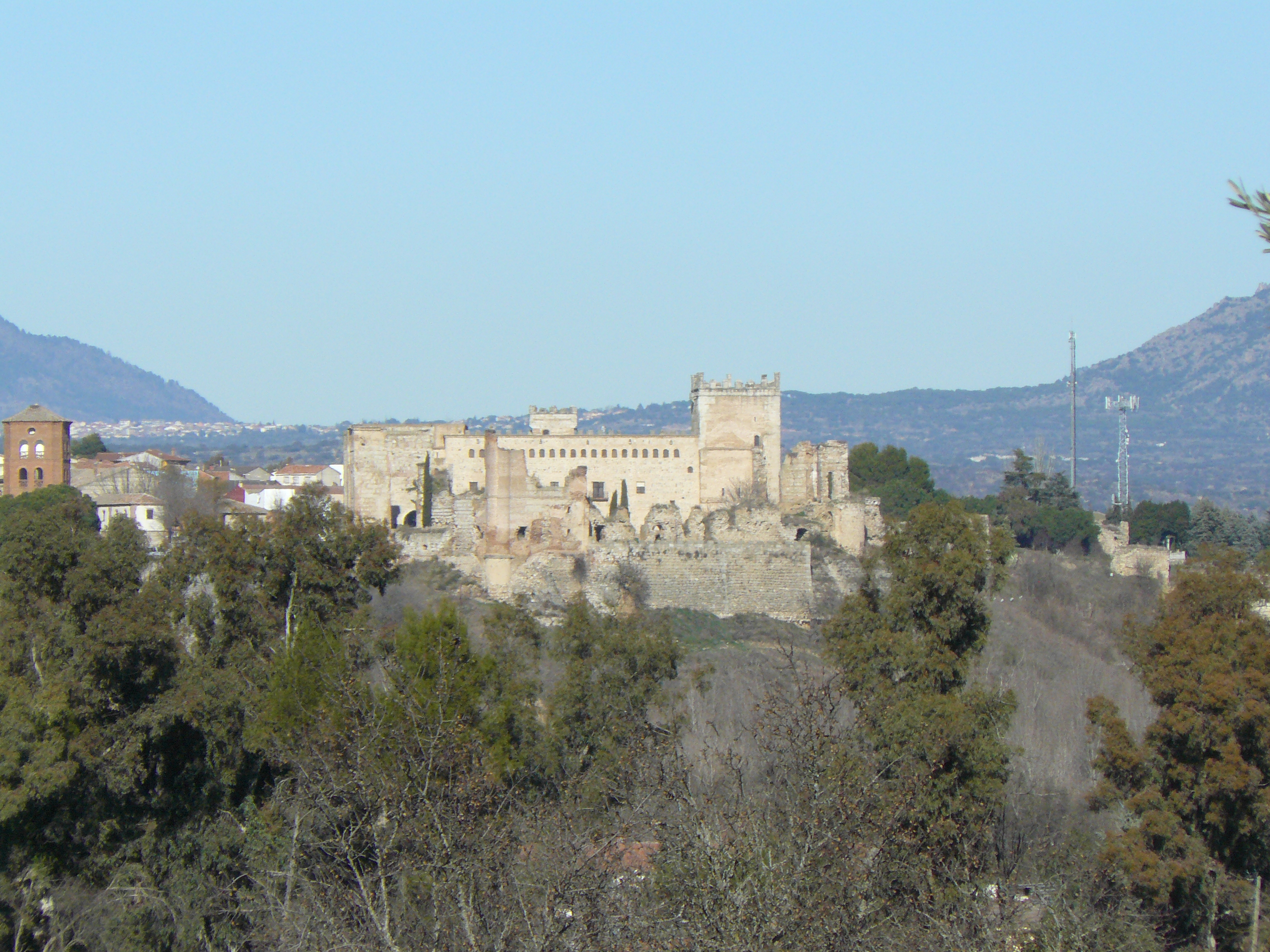
Castillo de Escalona visto desde el GR-239

Entre sus monumentos hay que citar el castillo-palacio de Escalona del siglo XV, de estilo mudéjar. Considerado por algunos como de los más hermosos de la provincia de Toledo, en su recinto se han tenido lugar relevantes hechos históricos. Está compuesto de dos secciones, una que es el verdadero castillo y una segunda que es una especie de palacio, la cual ha sido restaurada y es de propiedad privada.
La población conserva una buena parte de la antigua muralla, visible desde los alrededores. Igualmente hay que citar el convento de la concepcionistas, fundado por Teresa Enríquez en el siglo XVI.
La película Villa cabalga de Buzz Kulik, 1968, protagonizada por Yul Brynner y Robert Michum fue rodada parcialmente en Escalona, pudiendo verse su silueta amurallada, puente y riberas del río.[cita requerida]